# Ashoverite
La ashoverite è un minerale.